# Wiktor Brzozowski
Wiktor Brzozowski (16. července 1898 Katovice – 10. ledna 1981 Świętochłowice) byl slezský povstalec a sociální aktivista.
Ve čtyřech letech se s rodinou přestěhoval do Świętochłowic. Nejprve pracoval v dolech a v letech 1928–1965 v ocelárnách „Falva“ mimo časů války. Jeho mladším bratrem je Alojzy Brzozowski.
Svou národní aktivitu zahájil v roce 1919, kdy vstoupil do POW (Polské vojenské organizace Horního Slezska). Účastnil se všech tří hornoslezských povstání. V meziválečném období patřil Svazu slezských povstalců a Svazu obránců východních hranic. V září 1939 vstoupil do povstalecké jednotky sebeobrany. Po návratu do Świętochłowic byl zatčen gestapem a uvězněn v Chořově. Po mnoha výsleších byl poslán do říše na nucenou práci. Do Świętochłowic se vrátil v roce 1945. Stal se členem świętochłowického kruhu organizace Związek Bojowników o Wolność i Demokrację. Jako uznání za své zásluhy získal Slezský kříž na Slezské stuze a Řád znovuzrozeného Polska.
Zemřel 10. ledna 1981 ve Świętochłowicích.